# Bahnstrecke Wuppertal-Vohwinkel–Essen-Überruhr
| |                                                                    |                                                                       |                                                                       |
| Streckennummer (DB): | 2723 (W-Vohwinkel ↔ E-Kupferdreh) 2400 (E-Kupferdreh ↔ E-Überruhr) |                                                                       |                                                                       |
| Kursbuchstrecke (DB): | 450.9                                                              |                                                                       |                                                                       |
| Kursbuchstrecke: | 230 (1946) 228e (Oberdüssel – W.-Vohwinkel 1946)                   |                                                                       |                                                                       |
| Streckenlänge: | 30 km                                                              |                                                                       |                                                                       |
| Spurweite: | 1831–1844: 820 mm seit 1847: 1435 mm                               |                                                                       |                                                                       |
| Stromsystem: | 15 kV 16,7 Hz ~                                                    |                                                                       |                                                                       |
| Maximale Neigung: | 35 ‰                                                               |                                                                       |                                                                       |
| Streckengeschwindigkeit: | 120 km/h                                                           |                                                                       |                                                                       |
| Zugbeeinflussung: | PZB                                                                |                                                                       |                                                                       |
| |                                                                    |                                                                       |                                                                       |
| \| \| \| von Bochum-Langendreer \| \| \| \| \| ehem. Ruhrtalbahn von Altendorf \| \| \| \| 37,8 \| Essen-Überruhr (Hp & Üst, ehem. Bf) \| Essen-Überruhr (Hp & Üst, ehem. Bf) \| \| \| 36,5 \| Essen-Holthausen \| Essen-Holthausen \| \| \| \| \| \| \| \| 33,726,4 \| Essen-Kupferdreh Hespertalbahn (Awanst, ehem. Keilbahnhof Kupferdreh) \| Essen-Kupferdreh Hespertalbahn (Awanst, ehem. Keilbahnhof Kupferdreh) \| \| \| \| \| \| \| \| \| ehem. Ruhrtalbahn nach Essen-Werden \| \| \| \| \| Hespertalbahn nach Hesperbrück \| \| \| \| 25,8 \| Essen-Kupferdreh \| Essen-Kupferdreh \| \| \| 23,2 \| Essener Steinkohle-Bergwerke (Anst) \| Essener Steinkohle-Bergwerke (Anst) \| \| \| 22,7 \| Schunke (Anst) \| Schunke (Anst) \| \| \| 20,9 \| Velbert-Nierenhof \| Velbert-Nierenhof \| \| \| 18,5 \| Velbert-Langenberg \| Velbert-Langenberg \| \| \| 12,8 \| Neviges \| Neviges \| \| \| 12,5 \| Velbert-Neviges \| Velbert-Neviges \| \| \| 11,9 \| Velbert Stadt (Awanst) \| Velbert Stadt (Awanst) \| \| \| \| (ehem. Trasse bis 1868) \| \| \| \| 10,0 \| Kopfstation \| Kopfstation \| \| \| \| (ehem. Trasse bis 1868) \| \| \| \| 8,8 \| Velbert-Rosenhügel \| Velbert-Rosenhügel \| \| \| 8,3 \| Asbruch (zuletzt Bk) \| Asbruch (zuletzt Bk) \| \| \| \| ehem. Niederbergbahn von Essen-Kettwig \| \| \| \| 5,8 \| Oberdüssel (Abzw) \| Oberdüssel (Abzw) \| \| \| 4,7 \| Wülfrath-Aprath \| Wülfrath-Aprath \| \| \| 2,8 \| Dornap \| Dornap \| \| \| \| Strecke nach Düsseldorf-Gerresheim \| \| \| \| 2,5 \| Wuppertal-Dornap Abzw \| Wuppertal-Dornap Abzw \| \| \| \| ehem. „Wuppertaler Nordbahn“ \| \| \| \| \| urspr. Trasse Richtung Düsseldorf \| \| \| \| 0,2 \| Wuppertal-Vohwinkel (Keilbahnhof) \| Wuppertal-Vohwinkel (Keilbahnhof) \| \| \| \| ehem. Verbindungskurve zur „Nordbahn“ \| \| \| \| \| Hauptstrecke nach Wuppertal Hbf \| \| \| \| 0,0 \| Wuppertal-Vohwinkel (alter Bf) \| Wuppertal-Vohwinkel (alter Bf) \| \| \| \| Hauptstrecke nach Düsseldorf \| \| \| \| \| \| \| \| Quellen: [1][2] \| \| \| \| |                                                                    |                                                                       |                                                                       |
| Strecke |                                                                    | von Bochum-Langendreer                                                | von Bochum-Langendreer                                                |
| Abzweig geradeaus und ehemals von links |                                                                    | ehem. Ruhrtalbahn von Altendorf                                       | ehem. Ruhrtalbahn von Altendorf                                       |
| S-Bahn-Halt | 37,8                                                               | Essen-Überruhr (Hp & Üst, ehem. Bf)                                   | Essen-Überruhr (Hp & Üst, ehem. Bf)                                   |
| S-Bahn-Halt | 36,5                                                               | Essen-Holthausen                                                      | Essen-Holthausen                                                      |
| |                                                                    |                                                                       |                                                                       |
| Blockstelle | 33,726,4                                                           | Essen-Kupferdreh Hespertalbahn (Awanst, ehem. Keilbahnhof Kupferdreh) | Essen-Kupferdreh Hespertalbahn (Awanst, ehem. Keilbahnhof Kupferdreh) |
| |                                                                    |                                                                       |                                                                       |
| Abzweig ehemals quer und von links · Abzweig geradeaus und nach rechts |                                                                    | ehem. Ruhrtalbahn nach Essen-Werden                                   | ehem. Ruhrtalbahn nach Essen-Werden                                   |
| Strecke nach rechts · Strecke |                                                                    | Hespertalbahn nach Hesperbrück                                        | Hespertalbahn nach Hesperbrück                                        |
| S-Bahn-Halt | 25,8                                                               | Essen-Kupferdreh                                                      | Essen-Kupferdreh                                                      |
| ehemaliger Dienststation / Betriebs- oder Güterbahnhof | 23,2                                                               | Essener Steinkohle-Bergwerke (Anst)                                   | Essener Steinkohle-Bergwerke (Anst)                                   |
| ehemaliger Dienststation / Betriebs- oder Güterbahnhof | 22,7                                                               | Schunke (Anst)                                                        | Schunke (Anst)                                                        |
| S-Bahn-Halt | 20,9                                                               | Velbert-Nierenhof                                                     | Velbert-Nierenhof                                                     |
| S-Bahnhof | 18,5                                                               | Velbert-Langenberg                                                    | Velbert-Langenberg                                                    |
| ehemaliger Bahnhof | 12,8                                                               | Neviges                                                               | Neviges                                                               |
| S-Bahn-Halt | 12,5                                                               | Velbert-Neviges                                                       | Velbert-Neviges                                                       |
| ehemalige Blockstelle | 11,9                                                               | Velbert Stadt (Awanst)                                                | Velbert Stadt (Awanst)                                                |
| Strecke von links (außer Betrieb) · Abzweig geradeaus und ehemals nach rechts |                                                                    | (ehem. Trasse bis 1868)                                               | (ehem. Trasse bis 1868)                                               |
| Abzweig nach links und von links (Strecke außer Betrieb) · Kreuzung (Querstrecke außer Betrieb) · Kopfbahnhof Streckenende und quer (Strecke außer Betrieb) | 10,0                                                               | Kopfstation                                                           | Kopfstation                                                           |
| Strecke nach links (außer Betrieb) · Abzweig geradeaus und ehemals von rechts |                                                                    | (ehem. Trasse bis 1868)                                               | (ehem. Trasse bis 1868)                                               |
| S-Bahn-Halt | 8,8                                                                | Velbert-Rosenhügel                                                    | Velbert-Rosenhügel                                                    |
| ehemaliger Haltepunkt / Haltestelle | 8,3                                                                | Asbruch (zuletzt Bk)                                                  | Asbruch (zuletzt Bk)                                                  |
| Abzweig geradeaus und ehemals von rechts |                                                                    | ehem. Niederbergbahn von Essen-Kettwig                                | ehem. Niederbergbahn von Essen-Kettwig                                |
| ehemalige Blockstelle | 5,8                                                                | Oberdüssel (Abzw)                                                     | Oberdüssel (Abzw)                                                     |
| S-Bahn-Halt | 4,7                                                                | Wülfrath-Aprath                                                       | Wülfrath-Aprath                                                       |
| ehemaliger Bahnhof | 2,8                                                                | Dornap                                                                | Dornap                                                                |
| Abzweig geradeaus und von rechts |                                                                    | Strecke nach Düsseldorf-Gerresheim                                    | Strecke nach Düsseldorf-Gerresheim                                    |
| Blockstelle | 2,5                                                                | Wuppertal-Dornap Abzw                                                 | Wuppertal-Dornap Abzw                                                 |
| Kreuzung geradeaus oben (Querstrecke außer Betrieb) |                                                                    | ehem. „Wuppertaler Nordbahn“                                          | ehem. „Wuppertaler Nordbahn“                                          |
| Strecke von links · Abzweig quer, nach links und ehemals nach rechts · Strecke von rechts |                                                                    | urspr. Trasse Richtung Düsseldorf                                     | urspr. Trasse Richtung Düsseldorf                                     |
| Strecke · Bahnhof mit S-Bahn-Halt | 0,2                                                                | Wuppertal-Vohwinkel (Keilbahnhof)                                     | Wuppertal-Vohwinkel (Keilbahnhof)                                     |
| Strecke · Abzweig geradeaus und ehemals nach links |                                                                    | ehem. Verbindungskurve zur „Nordbahn“                                 | ehem. Verbindungskurve zur „Nordbahn“                                 |
| Strecke · Strecke nach links |                                                                    | Hauptstrecke nach Wuppertal Hbf                                       | Hauptstrecke nach Wuppertal Hbf                                       |
| ehemaliger Bahnhof | 0,0                                                                | Wuppertal-Vohwinkel (alter Bf)                                        | Wuppertal-Vohwinkel (alter Bf)                                        |
| Strecke nach rechts |                                                                    | Hauptstrecke nach Düsseldorf                                          | Hauptstrecke nach Düsseldorf                                          |
| |                                                                    |                                                                       |                                                                       |
| Quellen: |                                                                    |                                                                       |                                                                       |

Die Bahnstrecke Wuppertal-Vohwinkel–Essen-Überruhr ist eine gut 30 Kilometer lange, durchgehend zweigleisige und elektrifizierte Hauptstrecke. Im Bereich der Ruhrbrücke Steele ist sie seit 1945 nur eingleisig. Diese älteste noch in Betrieb befindliche Strecke in Deutschland ist auch unter dem Namen Prinz-Wilhelm-Eisenbahn (PWE) bekannt. Sie verbindet die Wuppertaler Senke durch das Niederbergische Land mit dem Ruhrtal.

## Bau der Strecke

### Deilthaler Eisenbahn-Aktiengesellschaft
1831 wurde die Vorläuferstrecke Deilthaler Eisenbahn  von Byfang über Hinsbeck (Ruhr) (heute Essen-Kupferdreh) nach Nierenhof (heute zu Velbert) durch das Deilbachtal eröffnet, die von der Deilthaler Eisenbahn-Aktiengesellschaft gebaut und betrieben wurde.

### Prinz-Wilhelm-Eisenbahn-Gesellschaft
1844 wurde die Deilthaler Eisenbahn-Aktiengesellschaft in Prinz-Wilhelm-Eisenbahn-Gesellschaft umbenannt. Am 21. Juni 1844 erhielt die Gesellschaft die Konzession für den Ausbau ihrer bisherigen Strecke zwischen Nierenhof und Hinsbeck (Essen-Kupferdreh). Die Strecke wurde auf Normalspur (1435 Millimeter) umgestellt, bis Vohwinkel im Süden bzw. Überruhr im Norden weitergebaut und am 1. Dezember 1847 dem Personenverkehr übergeben.

### Bergisch-Märkische Eisenbahn-Gesellschaft
Nachdem die Bergisch-Märkische Eisenbahn-Gesellschaft (kurz BME) seit dem 27. März 1854 schon den Betrieb der Strecke durchgeführt hatte, übernahm sie zum 1. Januar 1863 die PWE mitsamt ihrer Strecke.
Sie baute die Strecke in nordöstlicher Richtung weiter nach Steele (zwischenzeitlich Steele Hbf, heute Bahnhof Essen-Steele Ost, mit Anschluss an ihre drei Jahre zuvor eröffnete Bahnstrecke Witten/Dortmund–Oberhausen/Duisburg), und von dort weiter entlang der Ruhr über Dahlhausen (Ruhr) nach Langendreer BME. Die Bahnstrecke Essen-Überruhr–Bochum-Langendreer wurde bereits fünf Monate später am 1. Juni 1863 eröffnet.

### Bahnhof Kopfstation

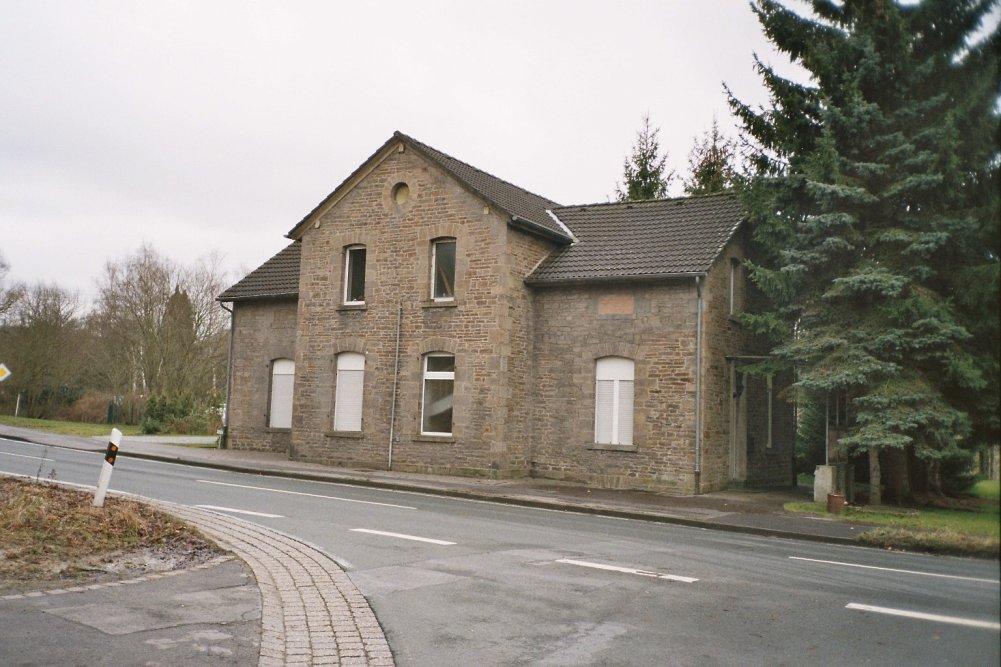
Ehemaliger Bahnhof Kopfstation

Nach Eröffnung der Strecke 1847 musste zur Überwindung der Steigung in einer Spitzkehre am „Bahnhof Kopfstation“ im Siebeneicker Tal „Kopf gemacht“, d. h. die Fahrtrichtung gewechselt werden. Die Notwendigkeit hierzu fiel 1868 mit der Neutrassierung der Strecke weg, der Bahnhof wurde geschlossen.
Die Bezeichnung Kopfstation für die Gegend ist aber noch bis heute gebräuchlich, das ehemalige Empfangsgebäude existiert ebenfalls noch. Es steht an der Siebeneicker Straße und ist gegenwärtig in Privatbesitz.

### Ruhrtalbahn
Am 1. Februar 1872 eröffnete die BME den ersten Teil ihrer Ruhrtalbahn, die Bahnstrecke Düsseldorf-Oberbilk–Essen-Kupferdreh, 1874 dann einen weiteren Teil, die Bahnstrecke Essen-Überruhr–Hagen-Vorhalle (mit Anschluss an die Stammstrecke Elberfeld–Dortmund).
Beide Strecken sind heute nicht mehr mit der Prinz-Wilhelm-Eisenbahn verknüpft, die Abschnitte von Essen-Kupferdreh nach Essen-Werden und von Essen-Überruhr über Altendorf (heute Essen-Burgaltendorf) nach Bochum-Dahlhausen sind stillgelegt und zum Teil abgebaut.

## Heutige Situation

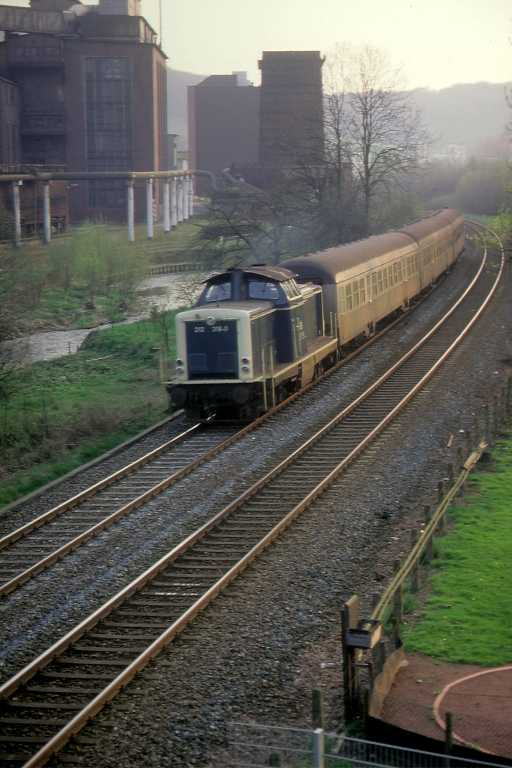
Nahverkehrszug N 9 zwischen Kupferdreh und Nierenhof 1986 vor der Elektrifizierung

In den 1970er Jahren wurde begonnen, die zentrale Ruhrgebiets-Hauptstrecke für die S-Bahn Rhein-Ruhr auszubauen. Am 1. Februar 1978 wurde mit einer neuen Verbindungskurve (VzG-Strecke 2193) erstmals ein direkter Anschluss von Essen-Überruhr nach Essen-Steele (damals noch Essen-Steele West) geschaffen, gleichzeitig endete der Personenverkehr auf dem Streckenabschnitt von Essen-Überruhr nach Essen-Steele Ost. Die neue Verbindungskurve ist ebenso wie der bisherige Streckenabschnitt eingleisig. Letztgenannter ist vorhanden, aber nunmehr teilweise zugewachsen.
Damit ergaben sich völlig neue Möglichkeiten der Durchbindung. Statt nach Essen-Steele Ost (damals noch Essen-Steele, ehemals Steele Hbf) und weiter Richtung Osten wurden die Züge aus Wuppertal-Vohwinkel nun nach Essen Hauptbahnhof geführt. Der Abschnitt von Essen-Steele Ost zum Abzweig Bochum-Dahlhausen West war bereits ab dem 26. Mai 1974 von der S-Bahn-Linie S 3 übernommen worden.
Seit dem 15. Dezember 2003 ist auch diese Strecke für die S-Bahn ertüchtigt und auf gesamter Länge elektrifiziert worden. Der Haltepunkt Velbert-Rosenhügel wurde neu gebaut und der Bahnhof Velbert-Neviges verlegt. Zudem wurde der 1965 stillgelegte Bahnhof Aprath als Haltepunkt Wülfrath-Aprath wieder in Betrieb genommen. An den ebenfalls 1965 geschlossenen Bahnhof Dornap erinnert nun nichts mehr, denn beim Ausbau wurden auch die alten Bahnsteige entfernt. Diese mussten der auf der Gesamtstrecke eingerichteten Elektrifizierung weichen.
Die S-Bahn-Linie S 9 fuhr wochentags im 20-Minuten-Takt, am Wochenende im 30-Minuten-Rhythmus, von Wuppertal Hauptbahnhof kommend die gesamte Strecke von Wuppertal-Vohwinkel über Langenberg nach Essen-Überruhr und weiter über die Verbindungsstrecken 2165 und 2193 nach Essen-Steele. Von dort aus geht es weiter über Essen Hauptbahnhof nach Bottrop Hauptbahnhof und einmal in der Stunde via Gelsenkirchen-Buer Nord und Marl nach Haltern am See.
Der Fahrzeugeinsatz gestaltete sich dem Betriebsprogramm entsprechend stets recht einheitlich. Fuhren über zwei Jahrzehnte ausschließlich aus der Baureihe 212 und Silberlingen gebildete Wendezüge, so kamen ab Anfang der 1990er Jahre anstelle der stark geforderten 212 leistungsfähigere Dieselloks der Baureihe 216 zum Einsatz. Diese hielt sich bis Mai 1998 und wurde dann von der Baureihe 218 abgelöst. Zeitgleich wurde mit Haltern – Bottrop – Essen-Steele Ost der erste Abschnitt der S 9 in Betrieb genommen, das Betriebsprogramm der inzwischen als RB 49 bezeichneten diesellokbespannten Züge dahingehend geändert, dass diese nördlich von Essen nur noch stündlich und nach Borken statt nach Haltern fuhren, zwischen Essen und Bottrop wurden nur noch die wichtigeren Bahnhöfe bedient. Mit der durchgehenden Elektrifizierung wurde das alte Betriebsprogramm wiederhergestellt, die Strecke Haltern – Bottrop – Essen – Wuppertal bildet nunmehr eine Einheit und wird durchgehend von der S 9 befahren. Zunächst wurden auf der Linie Wendezüge aus x-Wagen, bespannt mit der Baureihe 143 eingesetzt, wenige Monate später verstärkt der Elektrotriebzug der Baureihe 420. Vom Frühjahr 2009 bis Dezember 2019 wurde der Verkehr komplett mit der Baureihe 422 abgewickelt. Seit dem 15. Dezember 2019 sind hier Triebwagen vom Typ Stadler Flirt unterwegs.
In etwa zweijähriger Bauzeit wurde im Bereich der Station Essen-Kupferdreh die Trasse aufgeständert. Der Bahnsteig wurde am 6. August 2012 für den Verkehr freigegeben, während der akuten Umbauphase von zwei Wochen wurden zeitweise Busse eingesetzt. Die Anfahrtsrampen des Bauwerks haben eine Neigung von 35 Promille.
Seit der Taktumstellung 2019 der S-Bahn Rhein-Ruhr befährt die S 9 die Strecke nur noch im 30-Minuten-Takt (Recklinghausen Hbf / Haltern am See – Gladbeck West – Bottrop Hbf – Essen – Velbert -Wuppertal Hbf – Hagen Hbf). Im Stundenrhythmus ist in der Hauptverkehrszeit zusätzlich der Wupper-Lippe-Express (RE 49) zwischen Wuppertal und Wesel unterwegs. Im Gegensatz zur S 9 hält dieser nur an ausgewählten Stationen und senkt so die Fahrzeit.
Durch die Jahrhundertflut des Deilbach während der Hochwasser in West- und Mitteleuropa 2021 konnte die Strecke zwischen Essen-Steele und Wuppertal-Vohwinkel seit dem 15. Juli 2021 aufgrund von Unterspülungen und Zerstörung von Infrastruktur mehrere Monate lang nicht genutzt werden. Am 12. Dezember 2021 ging die Strecke teilweise in Betrieb, ab dem 27. Dezember 2021 in den regulären Betrieb.